# Psalidognathus modestus
Psalidognathus modestus (лат.) или псалидогнатус скромный - вид жуков-усачей, крупные прионины из Южной Америки рода Psalidognathus.

## Внешний вид

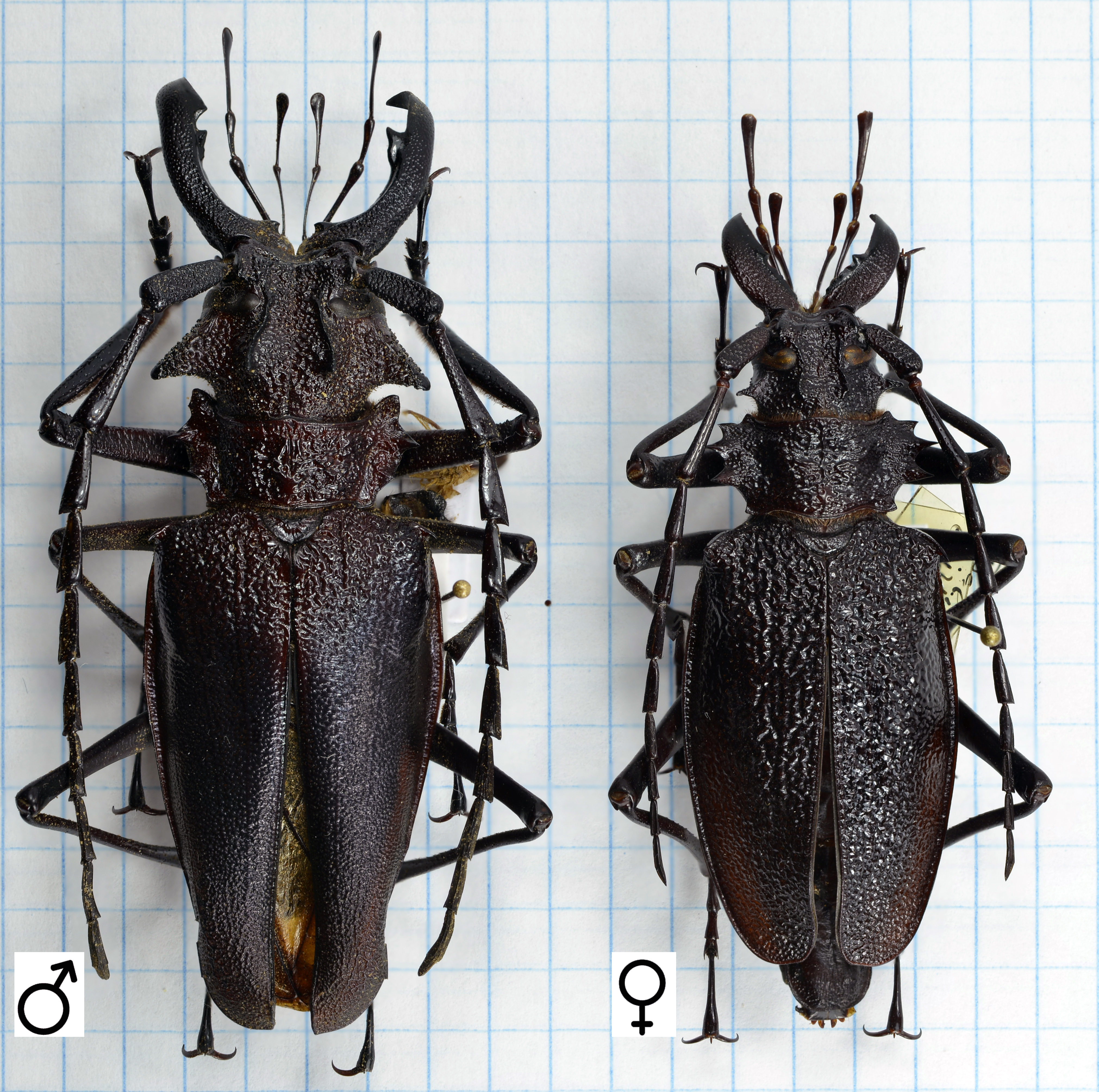
Psalidognathus modestus

## Синонимы
- mygaloides (Thomson, 1859)
- wallisii (Taschenberg, 1870)
- limbatus (Taschenberg, 1870)
- batesii (Thomson, 1877)
- castaneipennis (Thomson, 1877)
- colombianus (Demelt, 1989)

## Распространение
Вид обитает на территории Колумбии, Эквадора, Коста-Рики и Панамы.

## Этимология
Латинское слово modestus означает «скромный». Этот вид назван так по контрасту с первым описанным видом рода Psalidognathus, P. friendi, который имеет яркую металлическую окраску.
Название рода Psalidognathus является производным от греческих слов ψαλίδι (псалиди) — «ножницы» и γνάθος (гнатос) — «челюсти».
Соответственно, для любителей русской словесности Psalidognathus modestus это «ножницечелюстник скромный».